# Велімір Степанович
Велімір Степанович (7 серпня 1993) — сербський плавець.
Призер юнацьких Олімпійських Ігор 2010 року, учасник Ігор 2012, 2016 років.
Призер Чемпіонату світу з плавання на короткій воді 2014 року.
Чемпіон Європи з водних видів спорту 2014 року, призер 2016 року.
Чемпіон Європи з плавання на короткій воді 2013 року.